# Musée Rude
Das Musée Rude ist ein Museum in Dijon (Département Côte-d’Or) (Bourgogne-Franche-Comté), sowohl ein Kunstmuseum, das dem Bildhauer François Rude, einem der Meister der romantischen Schule im 19. Jahrhundert, gewidmet ist, als auch ein archäologisches Museum des alten Castrum de Dijon aus dem 3. Jahrhundert. Es wurde von der Stadt Dijon 1947 in einem Teil der ehemaligen Église Saint-Étienne de Dijon eröffnet.
Am 1. Februar 2003 erhielt es die Auszeichnung Musée de France und ist Teil des Musée des Beaux-Arts, dem auch die Verwaltung obliegt.

## Entwicklung und Lage
Das Museum ist seit 2007 im Querschiff und im Chor der ehemaligen Église Saint-Étienne untergebracht. Der Eingang befindet sich an der Nordfassade des Querschiffs, 8 Rue Vaillant.
Im Kirchenschiff, das durch das Portal mit Blick auf den Place du Théâtre zugänglich ist, ist seit 2009 die Stadtbibliothek Dijon unter dem Namen «La Nef» (bis 2007 Industrie- und Handelskammer von Dijon) untergebracht.

Église Saint-Étienne
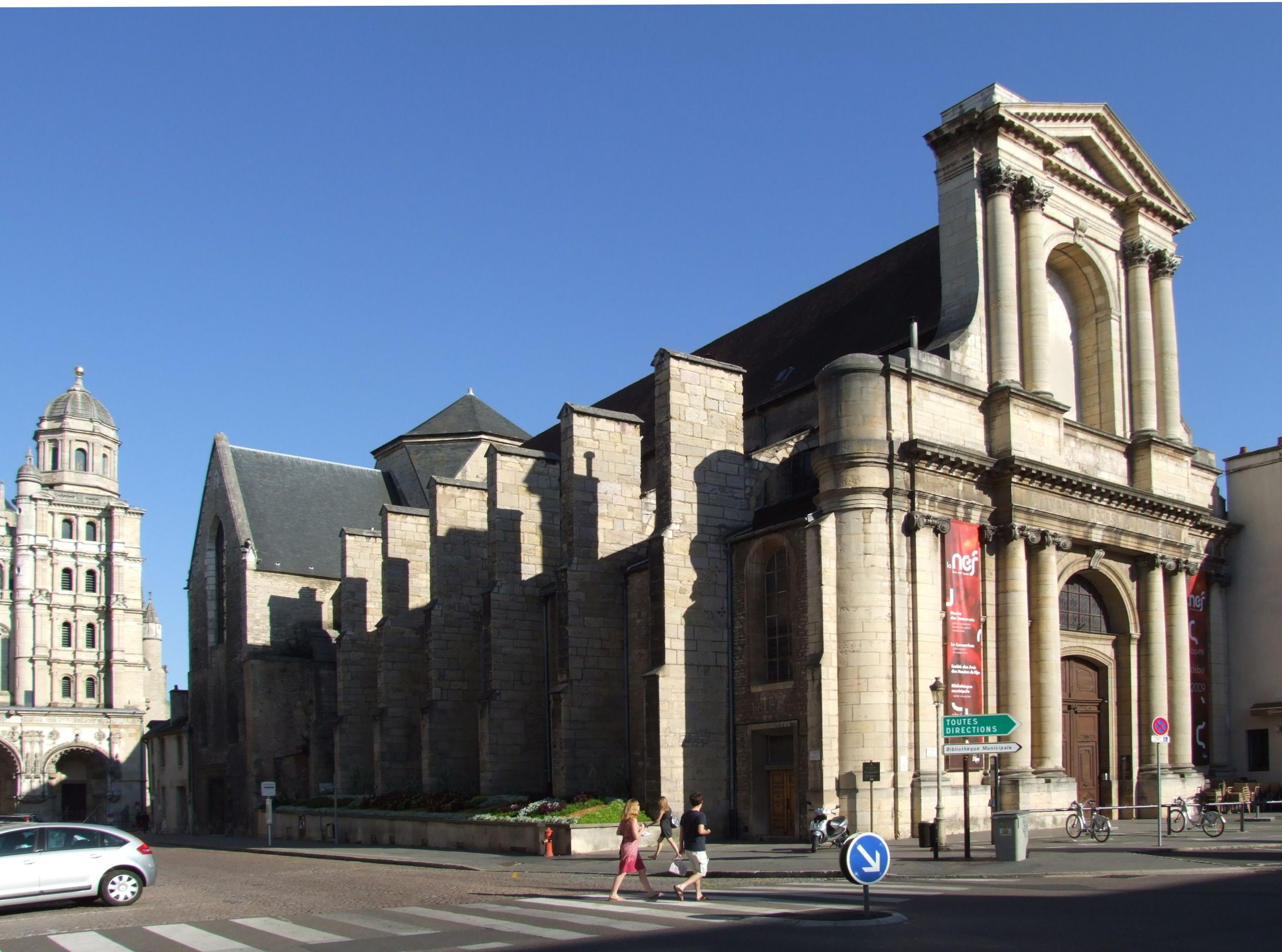
Gesamtansicht
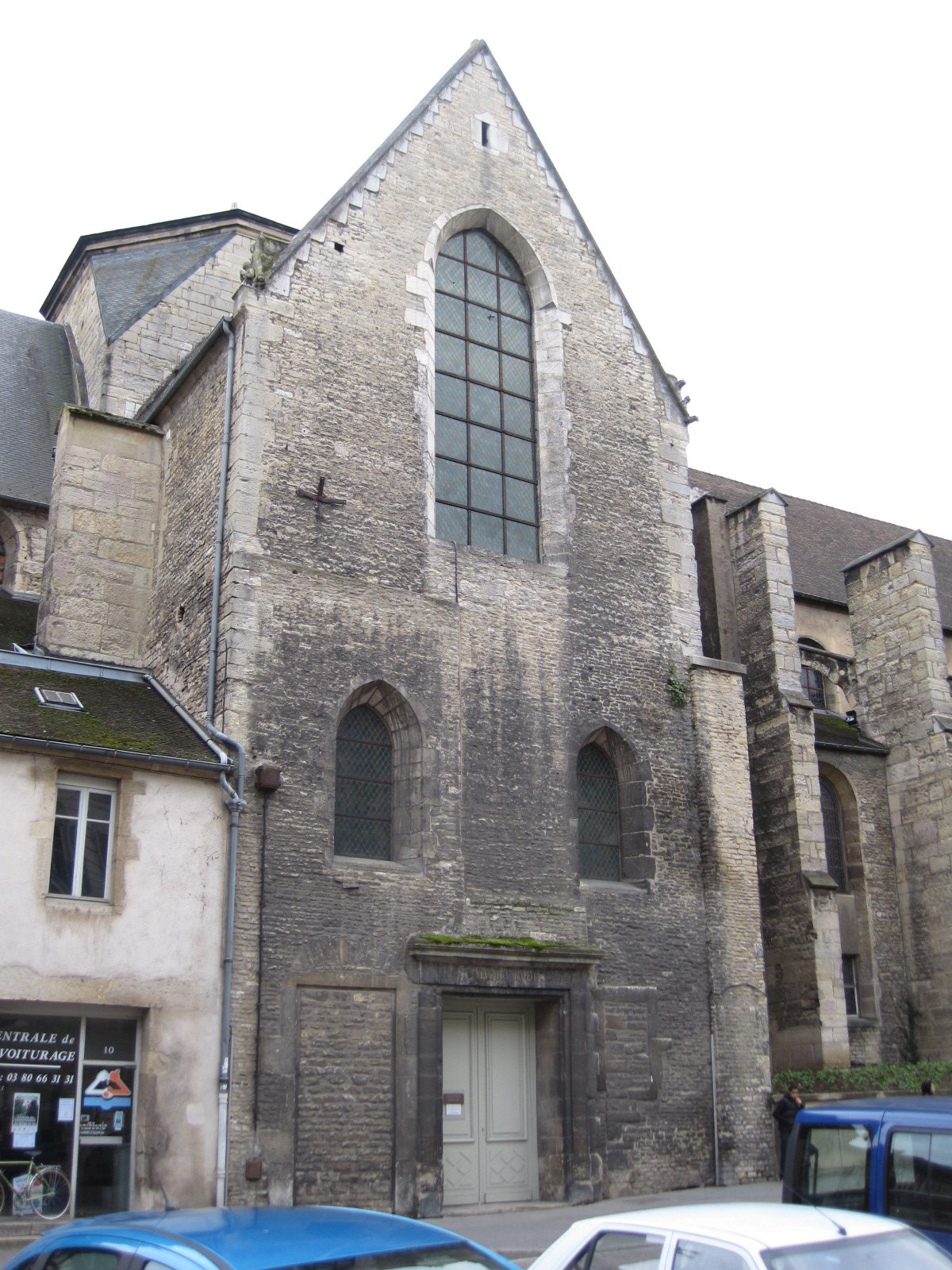
Nordfassade des Querschiffs mit Museumseingang
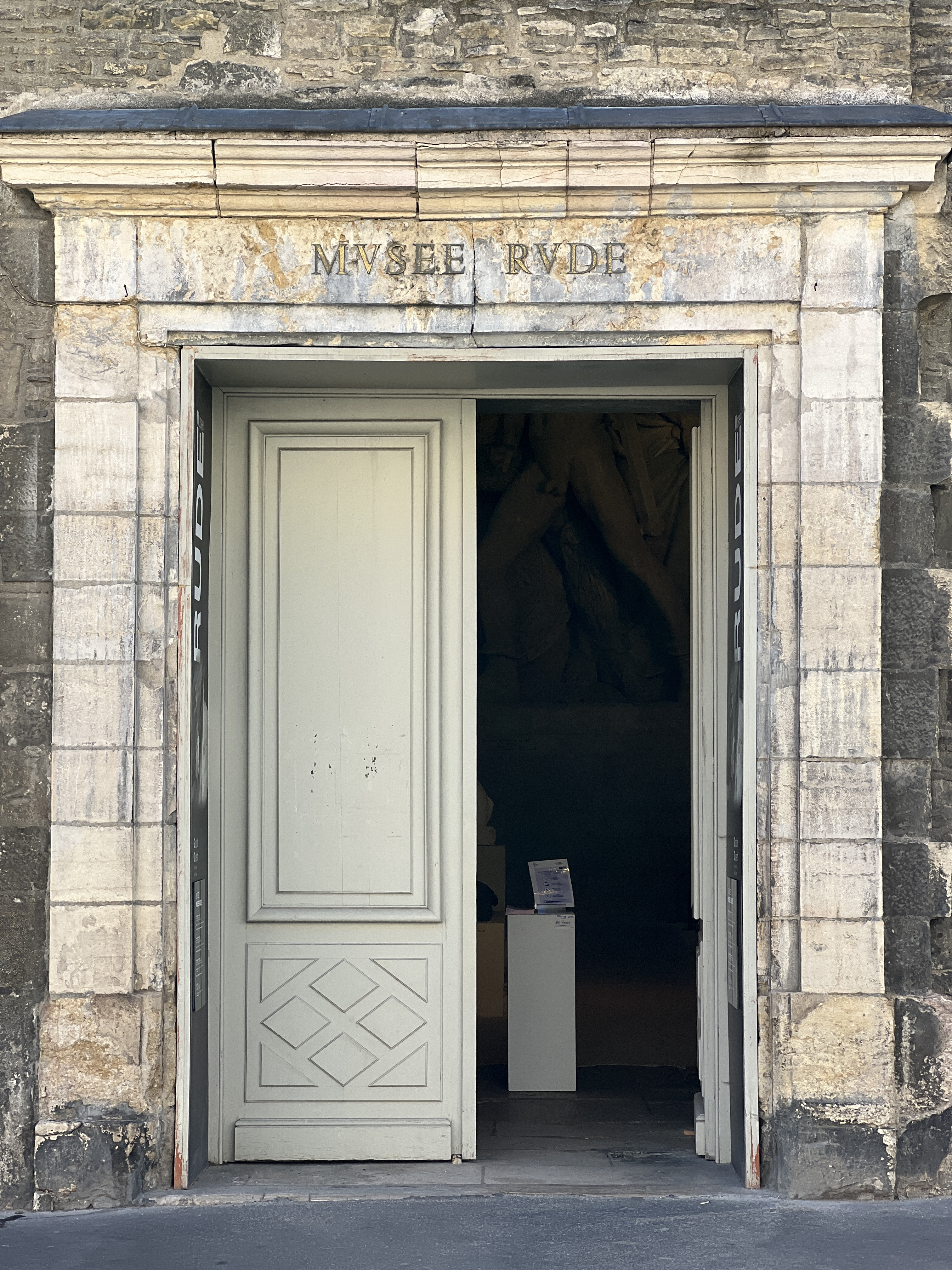
Museumseingang

### Museum in Querschiff
Im Querschiff zeigt das Museum lebensgroße Gipsabgüsse der Hauptwerke von François Rude, die in anderen französischen Museen oder im öffentlichen Raum Frankreichs ausgestellt sind. Die Mehrzahl der Exponate wurde in den Jahren 1887 und 1910 von Dijon bestellt. Der Abdruck für Départ des volontaires de 1792 wurde 1938 vom französischen Staat bestellt. Es wurde damals die Zerstörung des Arc de Triomphe de l’Étoile während des Zweiten Weltkriegs befürchtet.

### Archäologisches Museum (Chor)

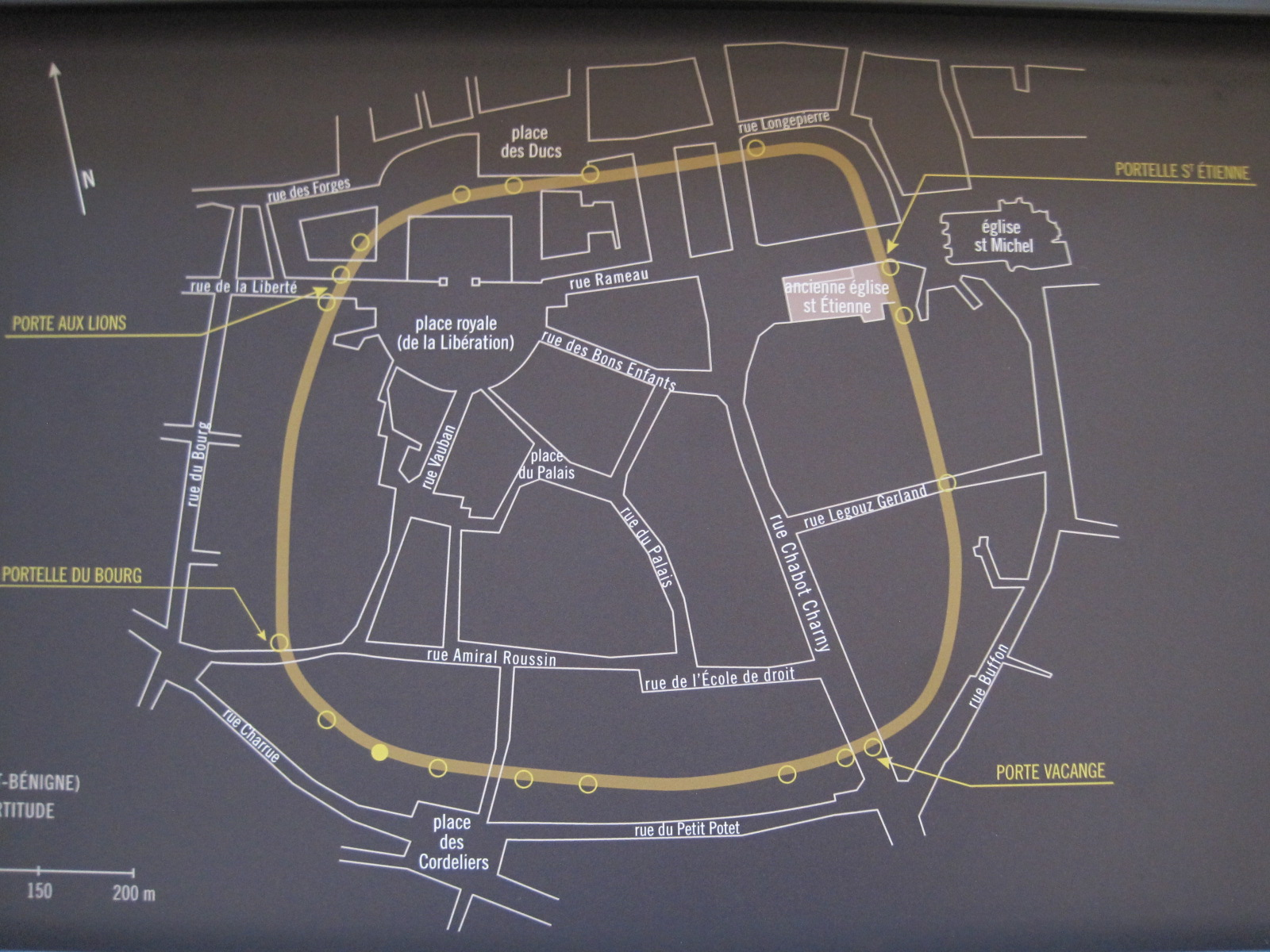
Plan des ehemaligen Castrum de Dijon auf einer Tafel des Museums

Im Chor des Museums sind archäologische Überreste der Krypta aus dem 11. Jahrhundert und das ehemalige Tor Saint-Etienne des Castrum de Dijon aus dem 3. Jahrhundert ausgestellt, des Ortes, an dem die Kirche errichtet wurde.

Überreste der Krypta und des Eingangs zur Église Saint-Étienne beim Castrum de Dijon
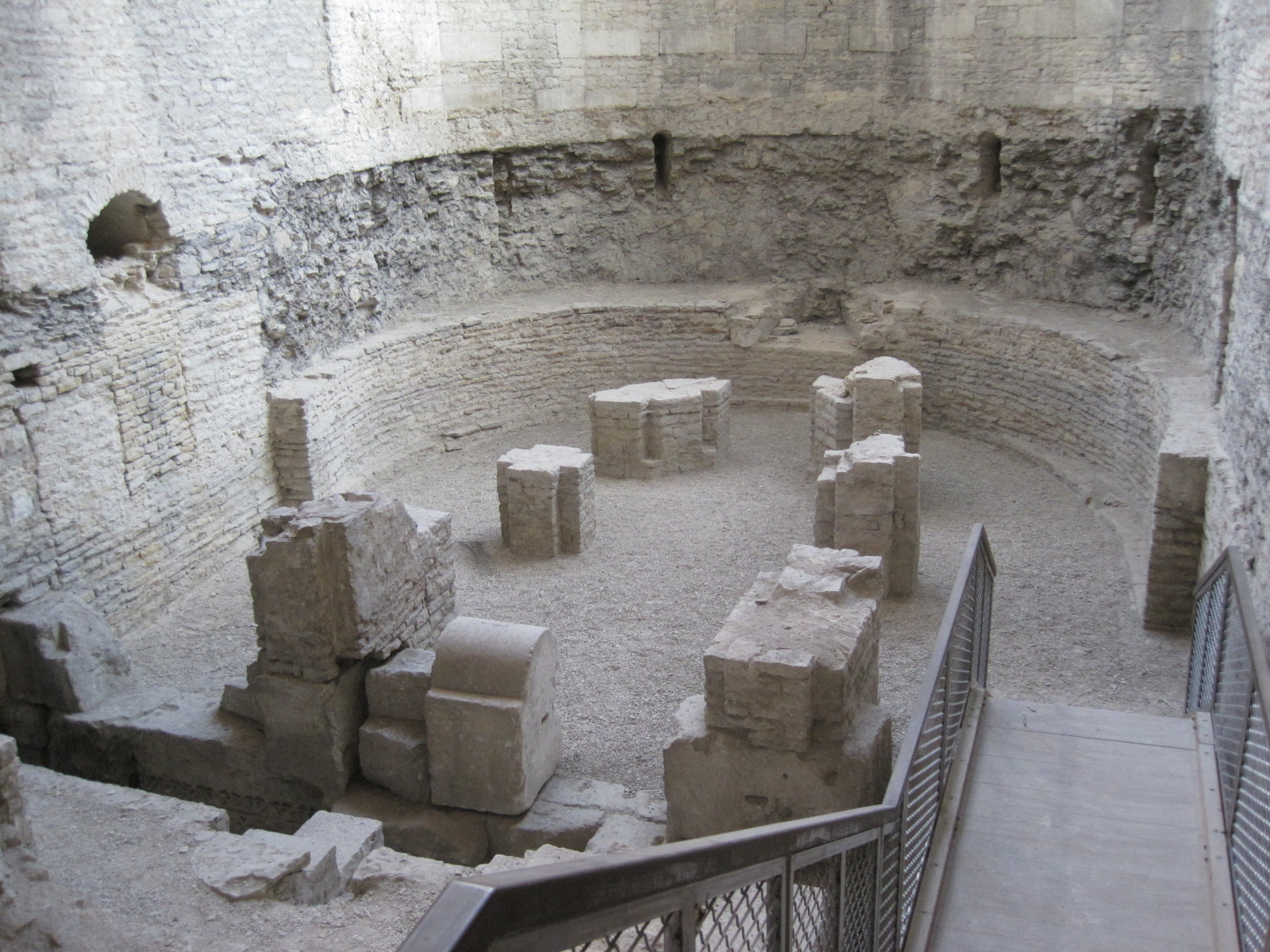
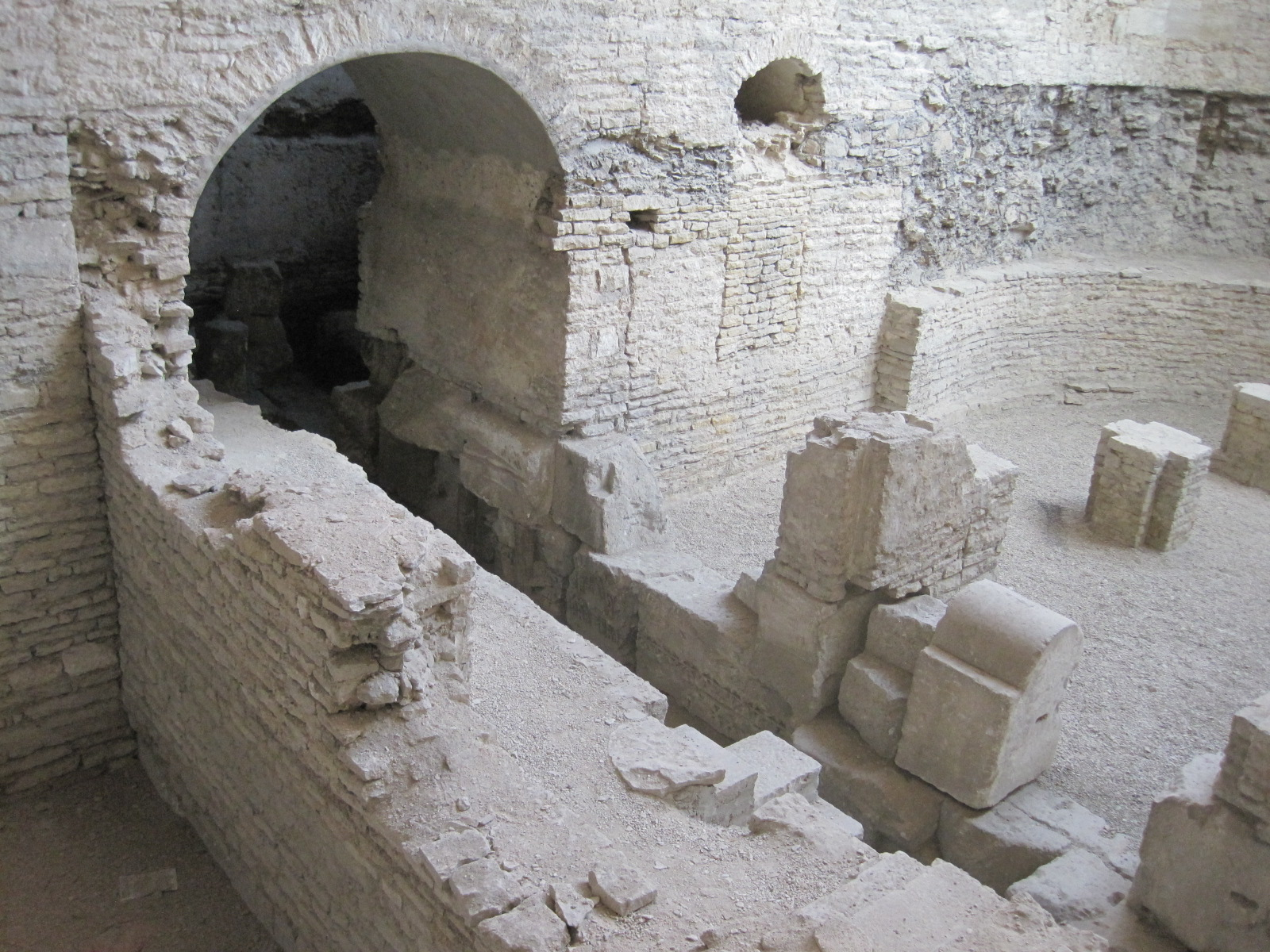
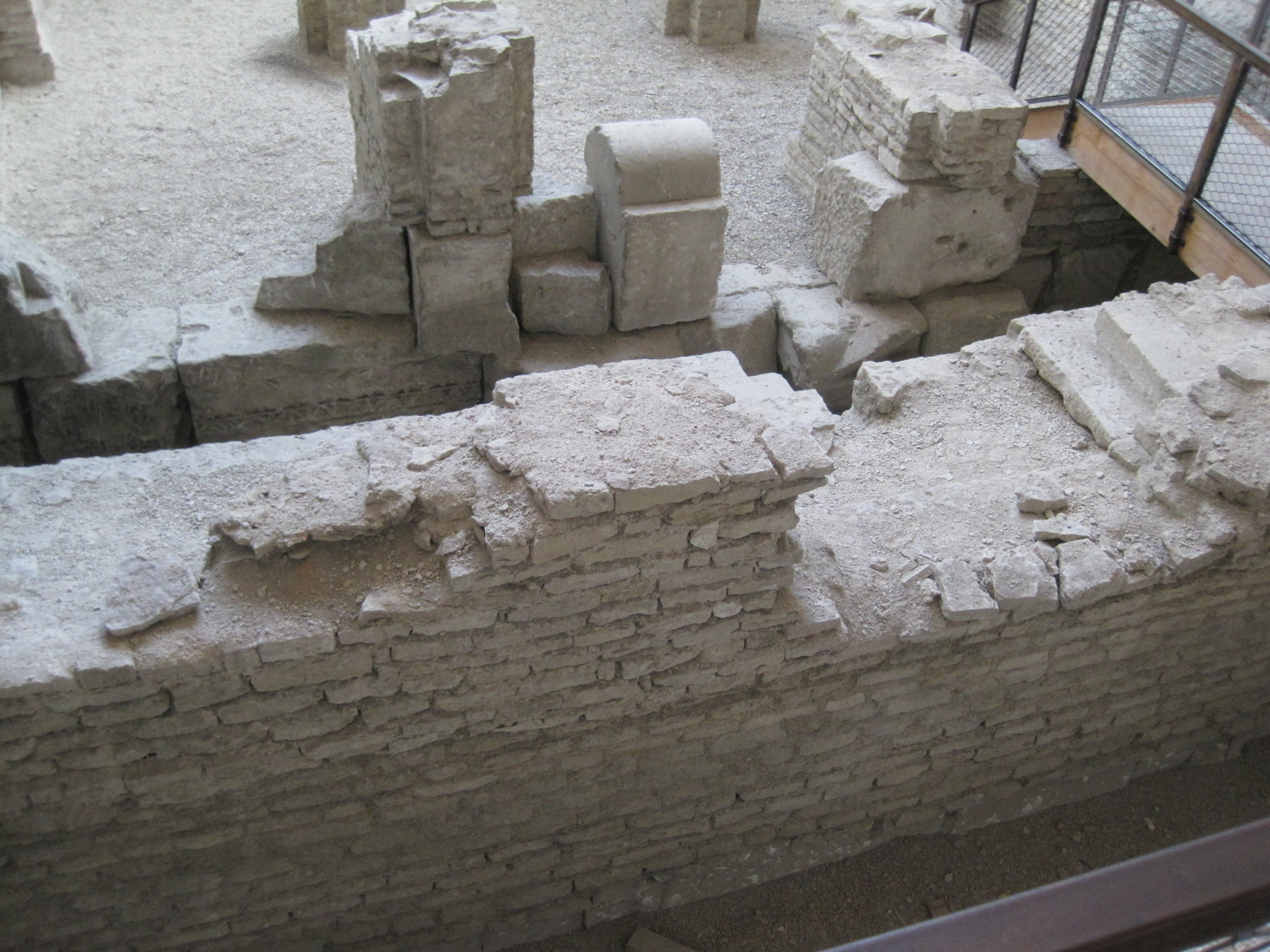

## Ergänzende Artikel
- François Rude